# Nikita Stalnov
Nikita Umerbekov Stalnov (14 de setembre de 1991) és un ciclista kazakh. Professional des del 2015, actualment a l'equip Astana Pro Team.

## Palmarès
- 2010
  - Vencedor d'una etapa a la Volta a la Independència Nacional
- 2012
  - Vencedor d'una etapa a la Tropicale Amissa Bongo

### Resultats a la Volta a Espanya
- 2017. 145è de la classificació general
- 2018. 104è de la classificació general